# ساوت‌هولد (حوزه سرشماری)، نیویورک
ساوت‌هولد (به انگلیسی: Southold) یک منطقهٔ مسکونی در ایالات متحده آمریکا است که در شهرستان سافک، نیویورک واقع شده‌است. ساوت‌هولد ۲۹٫۳ کیلومتر مربع مساحت و ۵٬۷۴۸ نفر جمعیت دارد و ۷ متر بالاتر از سطح دریا واقع شده‌است.